# Mark Plati
Mark Plati é um músico, produtor musical e compositor radicado em Nova York, amplamente conhecido por seu trabalho com David Bowie nos anos 1990. Plati também já trabalhou com The Cure, Duncan Sheik, Hooverphonic, Robbie Williams, Joe McIntyre, Dave Navarro, Lou Reed, Fleetwood Mac, Deee-Lite e Natalie Imbruglia. Ele também trabalhou com artistas franceses como Kyo, Louise Attaque, Les Rita Mitsouko, Alain Bashung, Émilie Simon, Saule, Raphael e Axelle Red.